# 惡魔城XX
《惡魔城XX》是日本科樂美集團旗下遊戲部門所開發的惡魔城系列動作遊戲，這是在SFC上的第二作；雖然是《惡魔城X 血之輪迴》的移植作，不過在關卡以及劇情上都做了極大幅度的修改。

## 劇情
時間是英雄西蒙‧貝爾蒙多消滅德古拉之後的數百年後，人們又沉溺於和平的日子裡，糜爛而墮落的活著。
然後，人心的邪惡終於又將那名邪惡的魔王德古拉喚醒...
為了對貝爾蒙多一族復仇，也為了將里希達‧貝爾蒙多引誘出來，德古拉遂將里希達的戀人和戀人之妹綁架至惡魔城！
為了救出自己心愛的戀人與戀人的妹妹，並將德古拉再度的封印，里希達‧貝爾蒙多手持著一族的聖鞭闖入了惡魔城...

## 角色
- 里希達‧貝爾蒙多

貝爾蒙多一族的末裔，能夠解放副武器的秘密力量─Item Crash。
- 安妮特‧里納德

里希達‧貝爾蒙多的戀人，被德古拉所綁架。
- 瑪莉亞‧里納德

安妮特‧里納德的妹妹，與其姊一同遭到德古拉的綁架。
- 德古拉

貝爾蒙多一族的宿敵，君臨黑暗的魔王。

## 遊戲特色
在畫面的表現上使用了圖層，並且作了透明處理等特效。

## 外部連結
- 悪魔城ドラキュラシリーズ総合サイト （页面存档备份，存于）（日語）